# Tillandsia insignis
Tillandsia insignis är en gräsväxtart som först beskrevs av Carl Christian Mez, och fick sitt nu gällande namn av Lyman Bradford Smith och Colin Stephenson Pittendrigh. Tillandsia insignis ingår i släktet Tillandsia och familjen Bromeliaceae. Inga underarter finns listade i Catalogue of Life.